# Eurya ciliata
Eurya ciliata är en tvåhjärtbladig växtart som beskrevs av Elmer Drew Merrill. Eurya ciliata ingår i släktet Eurya och familjen Pentaphylacaceae. Inga underarter finns listade i Catalogue of Life.